# Zonosaurus boettgeri
Zonosaurus boettgeri — вид ящірок родини геррозаврових (Gerrhosauridae). Ендемік Мадагаскару. Вид названий на честь німецького зоолога Оскара Беттгера.

## Опис
Довжина ящірки Zonosaurus boettgeri становить 50 см (враховуючи хвіст).

## Поширення і екологія
Zonosaurus boettgeri мешкають на півночі острова Мадагаскар, в регіонах Діана і Сава, зокрема на Нусі-Бе, в Національному парку Локобе, а також в Національному парку Масоала на північному сході острова. Вони живуть в перезідній зоні між сухими і вологими тропічними лісами, на висоті до 500 м над рівнем моря. Ведуть деревний спосіб життя.

## Збереження
МСОП класифікує цей вид як вразливий. Zonosaurus boettgeri загрожує знищення природного середовища.